# Kuurne-Bruxelles-Kuurne 1971
La Kuurne-Bruxelles-Kuurne 1971, ventisettesima edizione della corsa, si svolse il 7 marzo su un percorso di 208 km, con partenza e arrivo a Kuurne. Fu vinta dal belga Roger De Vlaeminck della squadra Flandria-Mars davanti ai connazionali Eric Leman e Frans Verbeeck. Sia De Vlaeminck che Leman replicarono i rispettivi piazzamenti dell'anno precedente.

## Ordine d'arrivo (Top 10)
| Pos. | Corridore           | Squadra             | Tempo    |
| ---- | ------------------- | ------------------- | -------- |
| 1    | Roger De Vlaeminck  | Flandria-Mars       | 5h13'20" |
| 2    | Eric Leman          | Flandria-Mars       | a 2"     |
| 3    | Frans Verbeeck      | Watney-Avia         | s.t.     |
| 4    | Noël Vanclooster    | Hertekamp-Magniflex | s.t.     |
| 5    | Roger Rosiers       | Bic                 | s.t.     |
| 6    | Barry Hoban         | Sonolor-Lejeune     | s.t.     |
| 7    | Willy Van Neste     | Flandria-Mars       | s.t.     |
| 8    | Georges Pintens     | Hertekamp-Magniflex | s.t.     |
| 9    | Jozef Abelshausen   | Watney-Avia         | a 10"    |
| 10   | Jean-Pierre Monseré | Flandria-Mars       | a 45"    |